# Šardžá
Šardžá (arabsky الشارقة‎; anglicky Sharjah) je třetí nejlidnatější město ve Spojených arabských emirátech, součást metropolitní oblasti Dubaj-Šardžá-Adžmán. Je to hlavní město emirátu Šardžá, centrum ropného průmyslu, obchodu a rybolovu. V roce 2019 mělo 1 274 725 obyvatel..

## Historie
Archeologicky je osídlení města při zálivu doloženo 5000 let př. n. l. Odedávna byla Šardžá svou výhodnou strategickou polohou předurčena k námořnímu obchodu a pirátství. Počátkem 18. století ji ovládl klan Quawasimů arabského kmene Huwayla, který vládne dodnes. Roku 1727 vyhlásil nezávislost. 8. ledna 1820 šejk Sultán I. Quawasi podepsal s Velkou Británií námořní dohodu, potvrzující britskou vojenskou ochranu proti Otomanským Turkům a ochranu arabských lodí a karavan při dálkové obchodní cestě na trase do Indie. 2. prosince 1971 se šejk Chalíd (Khalid) III. připojil k podpisu smlouvy o federaci sedmi Spojených arabských emirátů. Stát Šardžá počátkem 70. let 20. století patřil mezi těmito zeměmi k nejvyspělejším a doplatil na federální vyrovnání ekonomik. Oproti raketovému rozvoji a globalizaci měst Abú Dhabí a Dubaj. Šardžá nebyla plošně demolována ani osídlena tolika přistěhovalci, takže si podržela regionální svéráz. Vedle okrsku výškových staveb se dochovalo asi největší území lokální zástavby z minulosti.

## Geografie
Město se nachází na výběžku pobřeží Perského zálivu a zároveň Ománského zálivu, severovýchodně od Abú Dhabí a v těsné blízkosti měst Dubaj a Adžmán, s nimiž vytváří aglomeraci. Na přelomu 20. a 21. století se město rozrostlo do šířky, přičemž pohltilo okolní vesnice, a dosahuje rozlohy 235,5 km². Průmyslové čtvrti a příměstská zástavba se protáhla v délce několika kilometrů do pouště na sever a východ. Centrum leží okolo laguny a nachází se v něm odpočinkové zóny, tržnice, muzea i parky.

## Architektura a památky
Ostrov praporůje dominantou zálivu. Byl nazván podle množství stožárů se státními vlajkami. Pozoruhodná je na něm šestice paláců s kupolí v islámském slohu, jsou obehnány mřížemi a střeženy; byly vystavěny v letech 1970-73 pro ministerstva, a poslední – největší pro parlament.
Mešita krále Fajsalapojme na tři tisíce věřících; svou velikostí a výstavností mramorových obkladů a náleží po mešitách v Mekce, Casablance a Abú Dhabí k největším na světě. (dominantou za ní je hotel Radisson SAS)
Etisalatvýšková budova červenohnědé barvy s kulovitou nástavbou, slouží původem kanadské telekomunikační společnosti Etisalat, která má v S.A.E. monopolní postavení.
Monument Samostatnosti a fontánakamenný památník při křižovatce silnic od Dubaje.
Meredžaunikátní komplex 22 budov starého města, nazvaný nyné Srdce Šardžy (The Heart of Sharjah). Unesco jej roku 1998 prohlásilo za chráněnou památku a od toho roku se postupně opravuje a rekonstruuje. Zahrnuje pět původních tržnic (bazarů). Z nich 2 kamenné výstavné budovy jsou situovány mezi autobusovým nádražím, okrskem výškových staveb a přístavem.
Al-Markazi Central soukhprvní dvojice bazarů za autobusovým nádražím směrem do nového centra, pochází z konce 19. století a má dvojici klenutých hal s obklady z ornamentálně zdobených glazovaných dlaždic; dnes slouží především šperkařům.
Al Jamail soukhnejvětší centrální kamenná tržnice, v přístavu, sloupová architektura s kupolemi navazuje na Rybí trh, nově rekonstruovaná.
Další část tržní osady se rozkládá podél Al Corniche street, pokračuje za skladišti rybího trhu o cca 2 km dále na východ prostřídána moderními výškovými budovami, jde o soustavu původně obytných domů a tržnic (nejkrásnější z nich jsou Al Arsah a Al Eslah), dnes je zde rozeseto několik správních budov, památníků, mešita, 18 muzeí, ale také jeden hostel.
Pevnost Al Hisnpůvodně britská vojenská základna, kamenná budova na lichoběžníkovém půdorysu se dvěma válcovými věžemi, situovaná na návrší, nyní obklopená novostavbami obytných domů uprostřed ulice Al Hisn, nově rekonstruovaná a otevřená veřejnosti.
Muzeum islámské civilizacenejvětší a nejvýznamnější sbírky na Arabském poloostrově, v monumentální nové budově je umístěno několik expozic, kavárna a knihkupectví. Naučná expozice v atriu a v přízemí seznamuje návštěvníky s vkladem Arabů ke světovým dějinám věd a kultury v oblastech astronomie (měřicí technika: astroláby, ekvatoriály, kompasy, mapy hvězdné oblohy, glóbusy) a medicíny (chirurgické nástroje, lékárny), kde rozvíjeli především antickou tradici řecké vědy. V historii kultury a náboženství je představena jako progresivní oblast architektury. Stavební typy pohanské káby a islámské mešity byly odvozeny jednak z civilní antické architektury římské, a dále z byzantské chrámové architektury. Dějiny uměleckých řemesel reprezentuje zejména kaligrafie a ukázky knižní malby, sklářství a glyptiky, glazované keramiky, kovolitectví, kovotepectví a šperkařství. Ve vyšších patrech, v sálech a ochozech jsou podle oborů vystaveny umělecké sbírky. K nejpočetnějším patří zbraně a výstroj, nádobí a náčiní od raného středověku do 1. poloviny 20. století z celého arabského světa od Maroka, Španělska a Egypta přes Turecko, Sýrii, Jordánsko až po Persii. Početné soubory tvoří památky kovolitectví, kovotepectví, sklářství, keramiky a porcelánu.
Archeologické muzeumvystavuje bohatý materiál hmotmé kultury z období od 3.tisíciletí př. n. l. až do 19. století n. l., v nejstarších obdobéch převládal vliv řemesela umění Perské říše.
Muzeum krásných uměnísídlo Společnosti pro současné umění; pořádá výstavy současného arabského umění
Al Eslahškolní muzeum
- Dům keramiky
- Šaržské centrum pro umění arabské kaligrafie a ornamentu

## Doprava
Od počátku 19. století byl ve městě důležitý námořní přístav, dnes funguje především pro menší obchodní lodě, často krásné historické koráby s vyřezávanou kuželkovou balustrádou na zádi. Lokální dopravu mezi Ostrovem a praporů a zátokou obstarávají malé motorové lodi.
Městská autobusová doprava propojuje Šardžu a připojené vesnice. Z autobusového nádraží Al-Jubail jezdí autobusy především do Dubaje a Abú Zabí, kam jezdí místní obyvatelé za prací.
Mezinárodní letiště funguje od roku 1932.

## Obyvatelstvo
Vývoj počtu obyvatel zachycuje tabulka:
| rok  | způsob  | počet obyvatel |
| ---- | ------- | -------------- |
| 1975 | sčítání | 58 053         |
| 1980 | sčítání | 125 193        |
| 1985 | sčítání | 173 787        |
| 1995 | sčítání | 320 095        |
| 2005 | sčítání | 660 000        |
| 2010 | odhad   | 900 000        |